# Philippe Pinel
Philippe Pinel (født 20. april 1745 i Saint André d'Alayrac, død 26. oktober 1826 i Paris) var en fransk psykiater. Pinel studerede i Toulouse, Montpellier og Paris og tog doktorgraden førstnævnte sted 1773. Han arbejdede først med anatomiske spørgsmål (osteologi), men studerede der efter sindssygdomme og blev 1793 overlæge ved Bicêtre. Han skrev her sin berømte Traité médico-philosophique sur l'aliénation mentale ou la manie (1801—09), i hvilken han opstillede 5 former for sindssygdom, der i blandt den, der af J. C. Prichard kaldtes moral insanity. Som læge ved nævnte anstalt kæmpede Pinel mod den gammeldags torturmetode i behandlingen af de sindssyge, og det angives over alt, »at han løste de sindssyges lænker«, selv i franske håndbøger og leksika. Dette er dog urigtigt. Pinel meddeler selv i ovennævnte skrift, at æren for denne indgribende reform må tilskrives hospitalsdirektøren Pussin, og det berømte billede af Pinel i hospitalsgården beror altså på en misforståelse. Pinel blev læge ved Salpétrière 1795, professor i patologi samme år og senere medlem af instituttet. Da fakultetet reorganiseredes 1822, fik han sin afsked. Blandt hans værker mærkes: Nosographie philosophique ou la méthode de l'analyse appliquée à la médecine (1789, 2 Bind; 6. Udgave 1818, 3 Bind), der blandt andet oversattes til tysk flere gange, der i blandt også en udgave: »Philosophische Krankheitslehre des Bürgers P.« (Kopenhagen 1799—1800).

## Forfatterskab
- Nosographie philosophique, ou la méthode de l'analyse appliquée à la médecine (2 volumes, 1798) Pinel, Philippe (1798) – Wikiversity. Tekst online : gallica.bnf.fr gallica.bnf.fr (fransk)
- Rapport fait à l'École de médecine de Paris, sur la clinique d'inoculation, le 29 fructidor, an 7 (1799). Tekst online : gallica.bnf.fr (fransk)
- Traité médico-philosophique sur l'aliénation mentale ou La manie (1800) Tekst online : gallica.bnf.fr (fransk)
- La médecine clinique rendue plus précise et plus exacte par l'application de l'analyse : recueil et résultat d'observations sur les maladies aigües, faites à la Salpêtrière (1804). Tekst online : gallica.bnf.fr (fransk)
- Philippe Pinel: A treatise on insanity (Sheffield 1806) (engelsk)